# Mike Grier
Michael Grier (né le 5 septembre 1975 à Détroit dans l'État du Michigan aux États-Unis) est un joueur professionnel américain de hockey sur glace qui évoluait au poste d'ailier droit. Il est actuellement le directeur général des Sharks de San José.  

## Biographie

### Jeunesse
Peu après sa naissance, sa famille déménagea à Holliston au Massachusetts, où le jeune Mike passe son enfance. Son père n'est autre que Bobby Grier, ancien entraineur de running back en football américain et actuellement codirecteur des superviseurs des Texans de Houston[Passage à actualiser] (à ne pas confondre avec le célèbre Bobby Grier, qui joua avec l'équipe des Panthers de Pittsburgh en 1956 et devient le premier joueur de football afro-américain à jouer un match de College Bowl).

### Carrière amateur
Il passe ses premières années avec Saint Sebastian's School, puis pour l'université de Boston, où il se révèle lors de la dernière saison en 1994-1995 en étant élu dans l'équipe d'étoiles.
Durant son passage à Boston, les droits de Grier ont été vendus aux Oilers d'Edmonton avec Curtis Joseph en échange de deux choix de premier tour de repêchage.

### Carrière en LNH
Grier a été choisi par les Blues de Saint-Louis à la 219e place, lors du neuvième tour du repêchage d'entrée dans la LNH 1993. Sitôt son départ du College, Grier se trouve une place parmi l'effectif des Oilers comme ailier droit pouvant jouer sur la checking line, marquant au passage 32 points avec un ratio +/- honnête de +7. Il passe 6 ans avec l'organisation des Oilers, comptant deux saisons ou il inscrivit 22 buts.
Le 2 octobre 2002, il est échangé aux Capitals de Washington pour des raisons visiblement économiques et pour pourvoir des places à des joueurs plus jeunes, en échange d'une paire de choix de repêchage.
Les Capitals tentaient de former une équipe capable de gagner le Coupe Stanley, bâtie autour de la star Jaromír Jágr et du gardien Olaf Kölzig, mais l'équipe deçoit sur la glace, bien que Grier demeure un forceur de confiance. Washington l'échange après moins de deux saisons aux Sabres de Buffalo en retour du prospect européen Jakub Klepiš. Il termine la saison à Buffalo, inscrivant 9 points en 40 matchs, mais l'équipe n'a pas pu accéder aux séries éliminatoires cette année-là.
Bien que la saison suivante (2004-2005) est annulée en raison du lock-out, Grier signe en 2005 un contrat d'un an avec les Sabres en tant qu'agent libre pour 1,4 million de dollars. Grier participe à 81 rencontres de cette saison 2005-2006 et inscrit 7 buts et 16 passes pour 23 points. Il marque également 3 buts pour un total de 5 points durant les séries.
Grier signe pour la saison 2006-2007 un contrat de 5,33 millions de dollars en faveur des Sharks de San José.
Lors de l'été 2009, il fait un retour à Buffalo en signant avec les Sabres un contrat d'un an. Il annonce sa retraite fin 2011.

## Statistiques
Pour les significations des abréviations, voir Statistiques du hockey sur glace.

### En club
| Saison     | Équipe                 | Ligue      |       | Saison régulière | Saison régulière | Saison régulière | Saison régulière | Saison régulière |    | Séries éliminatoires | Séries éliminatoires | Séries éliminatoires | Séries éliminatoires | Séries éliminatoires |
| Saison     | Équipe                 | Ligue      | PJ    | B                | A                | Pts              | Pun              | PJ               | B  | A                    | Pts                  | Pun                  |                      |                      |
| 1993-1994  | Terriers de Boston     | NCAA       | 39    | 9                | 9                | 18               | 58               | -                | -  | -                    | -                    | -                    |                      |                      |
| 1994-1995  | Terriers de Boston     | NCAA       | 37    | 29               | 26               | 55               | 85               | -                | -  | -                    | -                    | -                    |                      |                      |
| 1995-1996  | Terriers de Boston     | NCAA       | 38    | 21               | 26               | 47               | 82               | -                | -  | -                    | -                    | -                    |                      |                      |
| 1996-1997  | Oilers d'Edmonton      | LNH        | 79    | 15               | 17               | 32               | 45               | 12               | 3  | 1                    | 4                    | 4                    |                      |                      |
| 1997-1998  | Oilers d'Edmonton      | LNH        | 66    | 9                | 6                | 15               | 73               | 12               | 2  | 2                    | 4                    | 13                   |                      |                      |
| 1998-1999  | Oilers d'Edmonton      | LNH        | 82    | 20               | 24               | 44               | 54               | 4                | 1  | 1                    | 2                    | 6                    |                      |                      |
| 1999-2000  | Oilers d'Edmonton      | LNH        | 65    | 9                | 22               | 31               | 68               | -                | -  | -                    | -                    | -                    |                      |                      |
| 2000-2001  | Oilers d'Edmonton      | LNH        | 74    | 20               | 16               | 36               | 20               | 6                | 0  | 0                    | 0                    | 8                    |                      |                      |
| 2001-2002  | Oilers d'Edmonton      | LNH        | 82    | 8                | 17               | 25               | 32               | -                | -  | -                    | -                    | -                    |                      |                      |
| 2002-2003  | Capitals de Washington | LNH        | 82    | 15               | 17               | 32               | 36               | 6                | 1  | 1                    | 2                    | 2                    |                      |                      |
| 2003-2004  | Capitals de Washington | LNH        | 68    | 8                | 12               | 20               | 32               | -                | -  | -                    | -                    | -                    |                      |                      |
| 2003-2004  | Sabres de Buffalo      | LNH        | 14    | 1                | 8                | 9                | 4                | -                | -  | -                    | -                    | -                    |                      |                      |
| 2005-2006  | Sabres de Buffalo      | LNH        | 81    | 7                | 16               | 23               | 28               | 18               | 3  | 5                    | 8                    | 2                    |                      |                      |
| 2006-2007  | Sharks de San José     | LNH        | 81    | 16               | 17               | 33               | 43               | 11               | 2  | 2                    | 4                    | 27                   |                      |                      |
| 2007-2008  | Sharks de San José     | LNH        | 78    | 9                | 13               | 22               | 24               | 13               | 0  | 1                    | 1                    | 2                    |                      |                      |
| 2008-2009  | Sharks de San José     | LNH        | 62    | 10               | 13               | 23               | 25               | 6                | 0  | 0                    | 0                    | 6                    |                      |                      |
| 2009-2010  | Sabres de Buffalo      | LNH        | 73    | 10               | 12               | 22               | 14               | 6                | 2  | 0                    | 2                    | 2                    |                      |                      |
| 2010-2011  | Sabres de Buffalo      | LNH        | 73    | 5                | 11               | 16               | 12               | 7                | 0  | 1                    | 1                    | 0                    |                      |                      |
| Totaux LNH | Totaux LNH             | Totaux LNH | 1 060 | 162              | 221              | 383              | 510              | 101              | 14 | 14                   | 28                   | 72                   |                      |                      |

### En équipe nationale
| Année | Équipe         | Compétition                 |   | PJ | B | A | Pts | Pun                |  | Résultat |
| 1995  | États-Unis U20 | Championnat du monde junior | 7 | 0  | 2 | 2 | 12  | 5e place           |  |          |
| 2004  | États-Unis     | Championnat du monde        | 9 | 1  | 2 | 3 | 8   | Médaille de bronze |  |          |